# Esbach (Zollenreute)
Esbach ist ein Wohnplatz in der Ortschaft Zollenreute, die seit 1972 zur Stadt Aulendorf im Landkreis Ravensburg, Baden-Württemberg, gehört.

## Geographie
Esbach liegt in Oberschwaben südlich der Schussen.

## Infrastruktur
Die Anbindung an die umliegenden Städte wird durch eine Buslinie nach Aulendorf sowie einen Bürgerbus gewährleistet.